# 新美鞭菌属
新美鞭菌属是新美鞭菌门新美鞭菌科真菌的一属。其学名来自古希腊语词根neo-（新）、calli-（美丽）和mastix（鞭）。“新美鞭菌属”系台湾生物多样性资讯入口网所采用的中文名。